# Agrias amydon
Espèce
Statut CITES
Agrias amydon est une espèce d'insectes lépidoptères de la famille des Nymphalidae et de la sous-famille des Charaxinae et du genre Agrias.

## Dénomination
Agrias amydon a été décrit par William Chapman Hewitson en 1854.

### Synonymes
- Agrias phalcidon Hewitson, 1855
- Agrias pericles Bates, 1860
- Agrias anaxagoras Staudinger, 1886
- Agrias eleonora Fruhstorfer, 1895
- Agrias mapiri Fassl, 1913

### Noms vernaculaires
Agrias amydon se nomme Amydon Agrias ou White-spotted Agrias en anglais .

### Sous-espèces

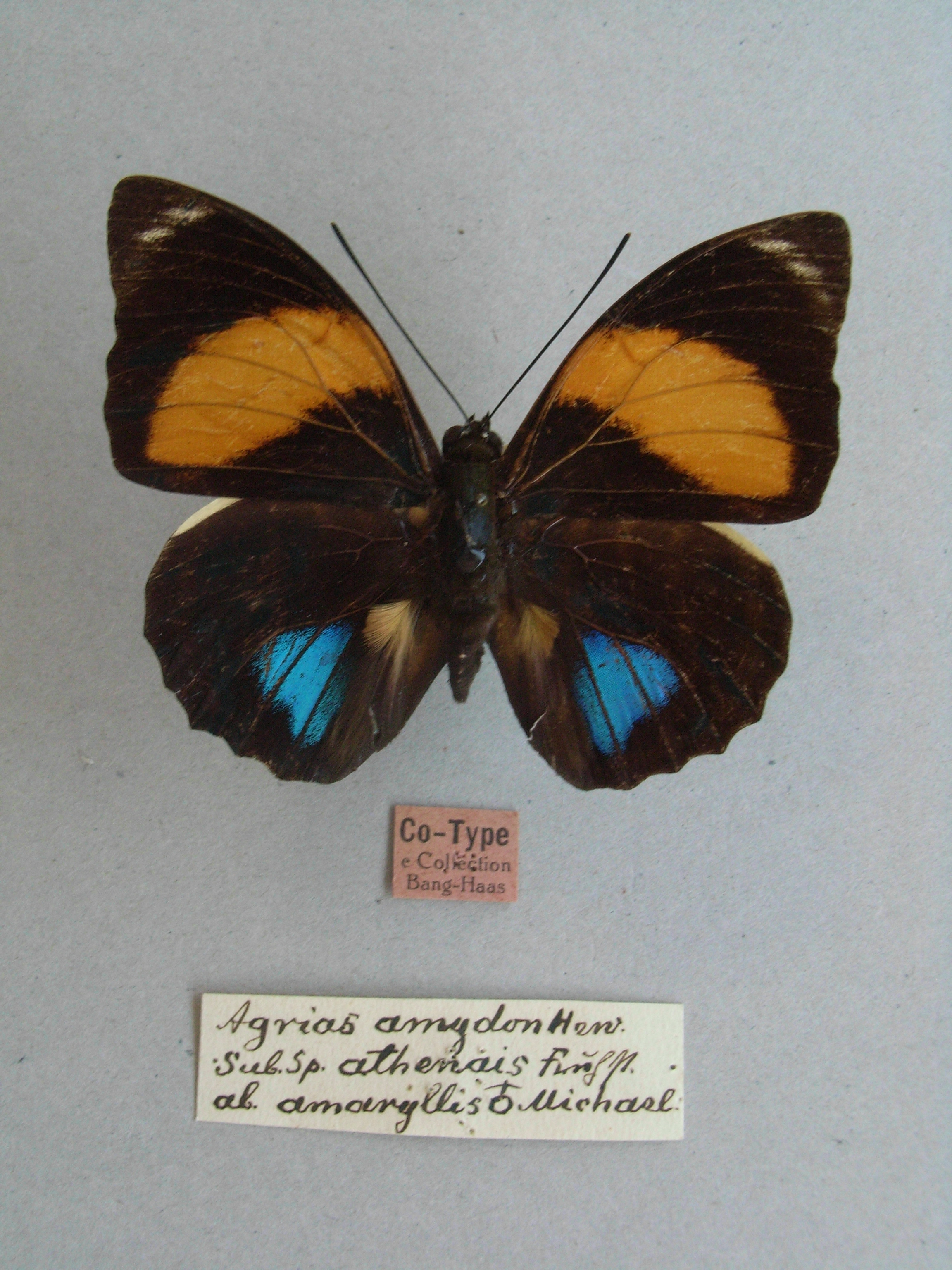
Agrias amydon frontina

- Agrias amydon amydon; présent en Colombie
- Agrias amydon amydonius Staudinger, 1886; présent en Colombie, au Brésil et au Pérou.
- Agrias amydon aristoxenus Niepelt, 1914; présent  en Bolivie et au Pérou.
- Agrias amydon aurantiaca Fruhstorfer, 1897; présent au Venezuela, au Brésil et au Surinam.
- Agrias amydon bogotana Fruhstorfer, 1895; présent au Venezuela et en Colombie
- Agrias amydon boliviensis Fruhstorfer, 1895; présent  en Bolivie et au Pérou.
- Agrias amydon excelsior Lathy, 1924; présent au Brésil
- Agrias amydon ferdinandi Fruhstorfer, 1895; présent  en Bolivie et au Brésil
- Agrias amydon frontina Fruhstorfer, 1895; présent en Colombie et en Équateur
- Agrias amydon lacandona Maza & Maza, 1999; présent au Mexique.
- Agrias amydon oaxacata Kruck, 1931; présent au Mexique.
- Agrias amydon phalcidon Hewitson, 1855; présent au Brésil
- Agrias amydon philatelica DeVries, 1980; présent au Mexique et au Costa Rica.
- Agrias amydon rubella Michael, 1930; présent au Brésil
- Agrias amydon smalli Miller & Nicolay, 1971; présent à Panama.
- Agrias amydon uniformis Michael, 1929; présent au Venezuela et au Brésil
- Agrias amydon ssp, au Venezuela[1].

## Description
Agrias amydon est un papillon d'une envergure d'environ 70 mm, aux ailes antérieures à bord costal bossu, bord externe concave et aux ailes postérieures à bord externe légèrement festonné,. 
La face supérieure est marron à noire avec aux ailes antérieures une grande tache basodiscale orange ou rouge et aux ailes postérieures une partie basale rouge ou orange. Pour certaines sous-espèces, l'ornementation de l'aile antérieure est une bande de couleur bleue ou de couleur jaune, avec aux ailes postérieures une flaque bleue entre n2 et n6.
Le revers est ocre avec aux ailes antérieures la même étendue orange ou rouge et des lignes ocre à l'apex alors que les ailes postérieures sont ocre ornementées de lignes noires et d'une ligne submarginale d'ocelles pupillés de bleu.

## Biologie

### Plantes hôtes
Les plantes hôtes de sa chenille sont des Erythroxylon (Erythroxylaceae).

## Écologie et distribution
Agrias amydon est présent  au Mexique, au Venezuela, en Équateur, en Colombie, en Bolivie, au Pérou, au Brésil, au Surinam et en Guyane ,.

### Biotope
Agrias amydon réside dans la forêt tropicale humide.

### Protection
Pas de statut de protection particulier.